# محاربو السندوكاي (مسلسل)
محاربو السندوكاي (بالإنجليزية:sendokai champions) هو مسلسل رسوم متحركة إنجليزي الأصل من إخراج freedy Cordoba وإنتاج kotoc production وتوزيع saban brands ويتكون من 52 حلقة موزعة على موسمين. هنالك اربع شخصيات و هم اطفال او مراهقين يتولون مهمة انقاذ العالم و هم زاك و كلوي و كيت و فينزي 

## ملخص المسلسل
أربعة أطفال من كوكب الأرض، لم يحظوا بالشهرة بين الآخرين، ولم يكونوا متمتعين بمواهب رياضية مميزة، ولكن حياتهم تنقلب تمامًا، عندما يعثرون ذات يوم على أساور تغير أحجام أجسامهم، وتمنحهم قدرات خاصة.
يلتقي الأصدقاء الأربعة «زاك»، «كلوي»، «كيت»، و«فينزي»، بـ «تانبو»، معلم فنون «السندوكاي» القتالية، الذي يخبرهم بأن إمبراطورية «زورن» الشريرة تخطط لاحتلال الأرض والسيطرة عليها.
يصبح مصير كوكب الأرض مرهونًا بأيدي هؤلاء الأصدقاء الأربعة الذين تتوحد قدراتهم وقواهم، ويتعلمون فنون «السندوكاي» القتالية على يدي «تانبو»؛ ليصبحوا محاربي سندوكاي أقوياء، يمكنهم إنقاذ كوكبهم من الدمار.

## الأبطال

### زاك
زاك هو قائد الفريق في الجزء الأول وقائدهم في نصف الجزء الثاني، وقائد لفريق الكيونز في الموسم الثاني، وهو ذكي ولطيف وسريع البديهة ويحب أصدقائه كثيرا، ويستطيع التضحية من أجلهم، كما يحب كرة القدم، وله روح مرحة.
له شعر برتقالي وعينان من نفس اللون، وأبواه يمتلكان محلا للحلويات، كما أنه له شقيقة رضيعة ومشاكسة، يضطر للاعتناء بها تدعى أونا.
معظم قوى زاك قوى هجومية وهي:
- ضربة السن سن  : والتي أتقنها وشغلها لأول مرة في نطاق كايجوس.
- لهب الشورسن  : والذي اكتشفه في مباراة ضد الأليين، ولكن هذا الهجوم خطير جدا بالرغم من أنه قوي جدا فهو يحتاج إلى تركيز شديد لإنجازه، وإلا يمكن أن يقضي على صاحبه.
- صاعقة الدورسن  وحزام البرق سن : هما قوتا رشاقة تحتاجان للاندماج بينه وبين كلوي وحدثت ايضا مع لون .

رمز السوار: مثلث أصفر 🔻.

### كلوي
كلوي هي أذكى عضو من أعضاء الفريق وأكثرهم خفة ورشاقة، كما أنها تمتاز بخيالها الخصب وحبها للرسم.
لها شعر أشقر أزرق قصير وعينان زرقاوان، ووالداها محاميان أن تصبح مثلهما، لكنها لا تريد ذلك.
كل قواها قوى ذكاء ورشاقة والتي تتمثل في:
- بصيرة ياوسن: والتي اكتشفتها حينما ساعدت الموبس لمحاربة الزورن، والتي تخول لها معرفة الحركة التالية للخصم.
- ضياء نوسن : قوة رشاقة استخدمتها لأول مرة في مباراة ضد الكرونكس، وحققت الفوز بفضلها.
- حزام البرق سن : وهي قوة رشاقة مشتركة بينها وبين زاك (وأحيانا مع لون)، وقد استخدمتها مرات عديدة مع لون ومرة واحدة مع زاك وهذة المرة في الحلقة الاخيرة من الجزء الثاني .

-رمز السوار: دائرة زرقاء 🔵.

### كييت
- كسول بطبيعته، ومولع بألعاب الفيديو.
- لم يجد صعوبة وهو على كوكب الأرض، في إقناع جدته بما يريد، والتمتّع بتدليلها الدائم له.
- ساقه القدر إلى أن يصبح أحد محاربي السندوكاي.
- أهم ما يميزه كأحد محاربي السندوكاي، هو تمتّعه بالقوة والصلابة.

### فينزي
- فتاة شجاعة واثقة جدّا من نفسها.
- تتفاخر بقدراتها، وتبدو ساخرة إلى حدّ كبير.
- تعيش مع والدتها التي تعتبرها أميرة صغيرة.
- كمحاربة سندوكاي، فإن أهم ما يميزها هو سرعتها الفائقة.
```
محاربو السندوكاي الأربعة من اليمين: فينزي ثم زاك ثم كلوي ثم كييت 
```

## الحلفاء

### تانبو
- معلم السندوكاي الذي يدرّب الأصدقاء الأربعة على فنون هذا القتال.
- يأمل في أن يصبح الأصدقاء الأربعة محاربي سندوكاي متميزين كي ينجحوا في إنقاذ الأرض.
- يبدو أن أمرًا ما حدث له بالماضي، يدفعه إلى اعتبار مهمة تحويل الصغار الأربعة إلى محاربي سندوكاي، مسألة شخصية بالنسبة له.

### لولا
- حيوان «تانبو» الأليف، والتي ترافقه دائمًا.
- خلال القتال، يمكنها التحكم بجسمها والتحوّل بمهارة فائقة إلى شكل كروي.
- تساعد المعلم «تانبو» في تدريب الأصدقاء الأربعة على فنون السندوكاي.
- غالبًا ما توقع الأصدقاء الأربعة بخدعها وحيلها الماكرة.

### كرونام سون
هي واحدة من الكرونكس، وهي طيبة بالرغم من أن شقيقتها شريرة، وساعدت السنكونز كثيرا كي يهزموا سدموديوس، ولكن في نهاية الجزء الثاني تواجهت مع أختها وأجبرتها على الانضمام إليها.
قوى كرونام سون تتمثل في التحكم بالزمن والمكان، والقدرة على رؤية المستقبل.

### دانيما
حكيمة قامت بمساعدت المحاربين لاكتشاف قدراتهم الجديدة لكنها ماتت بعد أن أعطت لمحاربي السندوكاي دروعا جديدة وقوية وايضا اعطت خريطة هاكورو ( القائد ) لزاك

### الأرلوكس
هم سكان بعد أورلوك وقد احتل بعدهم الزورن وأرجعوهم فقراء، وساعدهم اسنكونز في مقاتلة الصراصير الضخمة التي تهاجمهم وبالمقابل أعطوهم أول الدروع، ثم تواجهوا في مباراة في المسابقة العظيمة، فقاتل الأرلوكس بوحشية شديدة وغشوا ورغم هذا خسروا واعتذروا من السنكونز في نهاية المباراة مفسرين أن الزورن وعدوهم بأن يحرروا بعدهم إذا هم فازوا على السنكونز، واعتقلهم الزورن حينما خسروا، وحررتهم لاليث في المباراة النهائية ليساعدوها في وصل حاويات طاقة السن بسنروك الزورن، فساعدوها كما ساعدوا السنكونز في الهرب من ملعب الزورن حين كان ينفجر بعد انفجار حاويات طاقة السن التي كانت تحت الملعب.

### أسياد النار
أسياد النار هم أقوى كائنات ماسارا، حيث أنهم يعيشون في بركان (نيس أدميرو).ويمتلكون صخور نيرو التي تمنح لكل من يملكها دروعا تمكن من تشغيل اندماج (نيرو سين) وقد واجهوا السنكونز وهزموهم، ولكن في مباراتهم ضد سدموديوس سرق سسدموديوس صخرة نيرو من قائد أسياد النار وهزمهم، النار ساعدوا السنكونز كثيرا، كما أن قائدهم هو الذي لمح لزاك بأن يستعمل الخريطة التي منحتها له دانيما للقضاء على سدموديوس.
أسياد النار يمتازون بجسدهم المتحجر وضخامة حجمهم.

## الأشرار

### سيدموديوس
- وزير بإمبراطورية «زورن»، مستعد دائمًا لفعل أي شيء من أجل الإمبراطورية.
- متعطّش دائمًا للقوة، ويحلم بسيطرة إمبراطورية «زورن» على الكون.
- يكره «لاليث»، وهو ما يدفعها إلى عدم الثقة به.
- مهتم دائمًا بإعداد خططه السريّة الشريرة.

### لاليث
- قائدة عسكرية بإمبراطورية «زورن».
- محاربة عالية الخبرة، تتمتع بقدرات قتالية مذهلة.
- مخلصة جدّا للإمبراطورية، وتبذل كل ما في وسعها لخدمتها.
- لا تثق مطلقًا بالوزير «سيدموديوس»، وتعتبره شخصًا سيئًا.

### كينتو/مارشال زورن
- حاكم وقائد إمبراطورية، والذي يديرها بقبضة حديدية.
- لسبب غامض، فإنه يكره البشر، ويسعى لتدمير الأرض.
- يمتلك قدرات مختلفة يسخرها جميعًا لأهدافه الشريرة.
- العدو اللدود لفريق محاربي السندوكاي الأربعة.
- هو في الواقع أخو المعلم تانبو الشقيق.

### كازكراد وفريقه
هو قائد من قياد إمبراطورية زورن، وهو دائم الغضب ويكره الوزير سدموديوس، ودائما يرتدي قناعا يمنعنا من رؤية وجهه، وكشفه أول مرة في مباراته ضد السنكونز حيث أبان أنه مطابق تماما لزاك، هو «زاك الشرير»، وكذلك فريقه، حيث أنهم النسخة الشريرة للسنكونز، ويمتازون بنفس شكلهم وقواهم، ولكن حين هزموا نفاهم المارشال زورن إلى بعد الفورتيكس.

### كرونام يات
كرونام يات هي واحدة من الكرونكس، وهي شقيقة كرونام سون، ولكنها شريرة للغاية، ورافقت سدموديوس خلال رحلته في ماسارا، ولولاها لما نجح في خططه الشريرة، لأنها سيدة المؤامرات أما سدموديوس فكان متهورا، لكنها كانت تخطط لأن يصبح لون هو الزورن العظيم، وكانت فقط تخدع سدموديوس وتتلاعب به، وفي أخر مباراة نقلت الياكي إلى الأرض لتشغل السنكونز عن المباراة لكن خطتها فشلت حينما أتى كل من طنبو وكنطو ولليث وقاتلوا إلى جانب أسر السنكونز الياكي. كما قاتلت أختها كرونام سون فهزمتها وأجبرتها على الانضمام إليها، كما أنها وضعت أعضم قوة لديها في خودة المارشل زورن المحطمة وأقنعت لون بارتدائها، وكان هدفها من كل هذا أن يغزو الشر الأكوان المتعددة.
وقد قضى عليها سدموديوس في النهاية بفضل صندوق سيسطراد، كما أن قواها مماثلة لقوى أختها.

### الياكي
الياكي هم أرواح دون طاقة السن، ينشأون حين يمتص سدموديوس منهم طاقة السن بفضل صندوق سيسطراد، ويعودون إلى طبيعتهم إذا أصيبوا في مراكز طاقتهم المتواجدة في بطونهم، قضى السنكونز على الكثير منهم. كما أن الياكي يطيعون سدموديوس كثيرا.

## المواسم
| المواسم       | عدد الحلقات | تاريخ أول حلقة | تاريخ اخر حلقة |
| ------------- | ----------- | -------------- | -------------- |
| الموسم الأول  | 26          | 2أبريل 2013    | 1أكتوبر 2013   |
| الموسم الثاني | 26          | 10ماي 2014     | 2015           |

## لائحة الحلقات
1-اختيار محاربي السندوكاي
2-سوار محارب السندوكاي
3-بُعد الأرلوك الفضائي
4-تدريبات استخدام الدروع
5-كلوي.. ومواجهة الزورن المتخفِّي
6-مباراة سندوكاي بين السنكو
7-محاربو السندوكاي ودقة إصابة الأهداف
8-المحاربون الأسطوريون
9-كييت في مهمة خاصة
10-حارس صندوق نوستراد
11-فينزي.. وخُطى تاي- سين
12-اختبار السنكونز النهائي
13-انطلاق مسابقة سندوكاي الكبرى
14-مباراة الأرضيين والنوربيز
15-تدرّب السندوكاي على تبادل الثقة
16-الأولوية لمسابقة سندوكاي الكبرى
17-مواجهة بين فريقي البشر والمالت
18-تحدّي فريق البشر لفريق كرو
19-إعصار «جو- سين» ينقذ فريق البشر أمام حلفائهم السابقين
20-مواجهة السنكونز لـ «كازكراد» بصدمة جيو- سين
21-أشباح الماضي
22-لأجل أيام جميلة مضت
23-وداعًا تانبو.. لا عودة للوراء
24-المباراة النهائية لبطولة سندوكاي
25-مع اقتراب النهاية.. تانبو يعود لمواجهة زورن
26-مواجهة بين المحاربين الأربعة ومارشال زورن

## وصلات خارجية
- احمد القاسمي على موقع IMDb (الإنجليزية)
- احمد القاسمي على موقع كينوبويسك (الروسية)
- احمد القاسمي على موقع قاعدة بيانات الفيلم (الإنجليزية)
- المسلسل الرسمي على يوتوب (خاصة)
- الموقع الرسمي